# Ellen Fries
Ellen Fries (Rödslegård / Törnsfall, Småland tartomány, 1855. szeptember 23. – Stockholm, 1900. március 31.) svéd történetírónő, feminista. Az első nő Svédországban, aki megszerezte a PhD tudományos fokozatot (1883).

## Életútja
Apja művelt tüzérségi tiszt volt, aki lelkesedett a történelemért. Ellen Fries nagyrészt otthon nevelkedett és már gyerekkorában érdeklődni kezdett a történelem iránt. 1874-ben Stockholmban magántanulóként fejezte be középiskolai tanulmányait, azután néhány évet külföldön töltött: Lipcsében németül, Párizsban franciául tanult. Hazatérése után, 1877-ben beiratkozott az uppsalai egyetemre. Északi és modern nyelveket, történelmet, politikatudományt tanult. 1883-ban védte meg diplomamunkáját.
1885-től Stockholmban működött egy leánygimnázium tanáraként, melynek 1890-ben igazgatója lett. Első könyve egy életrajzi kötet volt. A következő, Märkvärdiga kvinnor című kétkötetes könyvében (1890-1891) svéd és külföldi nők élettörténetét ismertette és társadalmi szerepükkel foglalkozott. Történeti munkáit gondos levéltári kutatásokra alapozta, stílusát lendületes előadásmód jellemzi.
Korai halálát vakbélgyulladás okozta. A Stockholm melletti Solna Norra temetőjében temették el.

## Munkáiból
- Erik Oxenstierna (Stockholm, 1889)
- Märkvärdiga kvinnor (uo. 1890–1891, 2 kötet)
- Teckningar ur Svenska adelns familjelif i gamla tider (uo. 1895, 1901, 2 kötet)
- Svenska odlingens stormän (uo. 1896–1899, 3 kötet)